# Пирони, Блэйк
Блэйк Пирони (англ. Blake Pieroni, род. 15 ноября 1995 года) — американский пловец,  трёхкратный олимпийский чемпион (2016 и 2020) в эстафете 4×100 м, четырёхкратный чемпион мира, трёхкратный чемпион мира на «короткой воде».

## Карьера
Пирони родился в Краун-Пойнт, штат Индиана, и вырос в Честертоне, где он окончил среднюю школу Честертона в 2014 году. В настоящее время он учится в Университете Индианы.
На Олимпийские игры 2016 года он квалифицировался как пловец эстафеты вольным стилем 4×100 метров. В заплыве на третьем этапе он показал время 48,39, и команда США выиграла золотую медаль.
На чемпионате мира по водным видам спорта в Будапеште в 2017 году, в различных эстафетных заплывах ему удалось завоевать две золотые и одну серебряную медаль.
В 2018 году на чемпионате NCAA он установил рекорд США (а также лучшее время, показанное пловцами любой национальности на территории США) на 200 ярдов вольным стилем со временем 1:29.63, став первым пловцом, который превысил 1:30. Два дня спустя его рекорд был побит Таунли Хаасом.
На чемпионате мира на короткой воде в Ханчжоу, Блэйк завоевал личную золотую медаль на дистанции 200 метров вольным стилем. Также одержал победу в эстафетном заплыве 4х100 вольным стилем.